# 马诺洛·希门尼斯
曼努埃尔·「马诺洛」·希门尼斯·希门尼斯（西班牙語：Manuel 'Manolo' Jiménez Jiménez，1964年1月21日—）是西班牙前足球運動員，司職左閘，現時是希臘足球超級聯賽球隊AEK雅典的主教練。

## 榮譽

### 教練時期
西維爾B隊
- 西乙二冠軍：2006–07賽季

AEK雅典
- 希臘盃冠軍：2010–11賽季

## 外部連結
- BDFutbol球員檔案 （页面存档备份，存于） （英文）
- BDFutbol教練檔案 （页面存档备份，存于） （英文）
- 國家隊數據 （西班牙文）
- 马诺洛·希门尼斯在National-Football-Teams.com的資料 （英文）